# 尤利安·斯克里亚宾
尤利安·亚历山德罗维奇·斯克里亚宾（俄语：Юлиан Александрович Скрябин，1908年2月12日—1919年6月22日），俄国音乐神童，大作曲家亚历山大·斯克里亚宾的儿子。

## 生平
他本人在家庭氛围熏陶下，学会弹钢琴和作曲，所写作品流传下来的只有几首钢琴前奏曲，风格与其父的晚期风格比较接近，其技法之成熟令人震惊，同时也引起了不少人怀疑其是否真是尤利安的作品。
尤利安11岁时在第聂伯河划船时落水溺亡。现在出版的这几首前奏曲的唱片和乐谱上所署的作者依然是尤利安本人。